# 南洋公学校长宿舍
校长宿舍原为南洋公学建筑，位于今上海交通大学徐汇校区老图书馆北侧，建于1899年。校长宿舍为欧式风格的二层砖木结构借助，建筑面积为970平方米，曾是学校校长和教工的宿舍。1982年12月拆除，原址上建有教师活动中心。